# Idol 2018
Idol 2018 var TV-programmet Idols fjortonde säsong i Sverige. Även denna säsong sändes på TV4. Pär Lernström och Gina Dirawi var som föregående säsong programledare för huvudprogrammen och juryn bestod återigen av Kishti Tomita, Nikki Amini, Alexander Kronlund och Anders Bagge.
Vinnaren av årets tävling blev Sebastian Walldén.

## Auditionuttagningarna
En auditionturné hölls under mars och april 2018. Lägsta ålder för att delta var 16 år (senast den 1 september 2018).
| Sökdatum | Stad        | Arena             |
| -------- | ----------- | ----------------- |
| 4 mars   | Karlstad    | Karlstad CCC      |
| 10 mars  | Umeå        | Väven             |
| 18 mars  | Göteborg    | Eriksbergshallen  |
| 24 mars  | Helsingborg | Helsingborg Arena |
| 14 april | Stockholm   | Tele2 Arena       |

## Topp 21 till kvalet
Deltagarna nedan var de som slutligen blev utvalda att gå vidare från slutaudition till kvalveckan. De 13 fetmarkerade deltagarna blev de utvalda till veckofinalerna.
- Adam Jarl
- Alva Brodin
- Ambér Flores
- Anton Kröll
- Bragi Bergsson
- Christofer Andersson
- Gonzalo Flores
- Ida Njie
- Isak Sundin
- Kadiatou Holm Keita
- Lisa Gustafsson
- Matice Kamara
- Maximilian Bergstrand
- Nadia Cameron
- Nathalie Brydolf
- Ramila Moghaddam
- Sebastian Walldén
- Tua Selge
- Vanja Engström
- William Segerdahl
- William Strid

## Topp 4 till Revanschen
Deltagarna nedan var de som tidigare hade blivit utröstade under slutaudition och som hade blivit framröstade att göra upp om en plats i kvalfinalen. Revanschvinnaren blev Ki Soe.
- Gabriel Werngren
- Johanna Axelsson
- Johanna Wennerlöf
- Ki Soe

## Kvalveckan

### Kvalheat 1
Sändes 17 september 2018. Bragi Bergsson och William Strid gick vidare till kvalfinalen.

## Kvalheat 2
Sändes 18 september 2018. Ida Njie och Nadia Cameron gick vidare till kvalfinalen.

## Kvalheat 3
Sändes 19 september 2018. Maximilian Bergstrand och William Segerdahl gick vidare till kvalfinalen.

## Kvalheat 4
Sändes 20 september 2018. Nathalie Brydolf och Tua Selge gick vidare till kvalfinalen.

### Kvalfinal
Sändes 21 september 2018.
1. Nadia Holm
2. William Stridh
3. Ki Soe
4. Amber Florés
5. William Segerdahl
6. Nathalie Brydolf
7. Matice Kamara
8. Ida Njie
9. Maximilian Bergstrand
10. Tua Selge
11. Kadiatou Holm Keita
12. Bragi Bergsson
13. Vanja Engström
14. Sebastian Walldén

#### Kvalfinalens wildcard
1. Amber Florés
2. Matice Kamara
3. Kadiatou Holm Keita
4. Vanja Engström
5. Sebastian Walldén

## Veckofinaler

### Vecka 1: Fredagsparty
Sändes 28 september 2018. 
Deltagarna står nedanför i startordning
1. Sebastian Walldén - "Youngblood" (5 Seconds of Summer)
2. Tua Selge - "Call Your Girlfriend" (Robyn)
3. Maximilian Bergstrand - "I'm a Believer" (The Monkees)
4. Bragi Bergsson - "This Love" (Maroon 5)
5. Nadia Cameron - "Came Here for Love" (Sigala, Ella Eyre)
6. Vanja Engström - "So What" (Pink)
7. William Segerdahl - "Love me again" (John Newman)
8. Ki Soe - "Remind Me to Forget" (Kygo, Miguel)
9. Kadiatou Holm Keita - "Domino" (Jessie J)
10. Nathalie Brydolf - "Cake by the Ocean" (DNCE)
11. Matice Kamara - "God's Plan" (Drake)
12. William Strid - "Roads" (Vargas & Lagola)
13. Ambér Flores - "When Love Takes Over" (David Guetta, Kelly Rowland)

#### Utröstningen
Listar här nedan de två sist utropade deltagarna, varav den ena erhöll minst antal tittarröster.
Lägst antal tittarröster
| Nadia Cameron | Vanja Engström |

Fotnot: Den av dessa två här ovan namngivna deltagarna som är markerad med mörkgrå färg (den till vänster) var den som tvingades lämna tävlingen.

### Vecka 2: Det här är jag
Sändes 5 oktober 2018. 
Deltagarna står nedanför i startordning
1. Nathalie Brydolf - ”Something's Got a Hold on Me” (Christina Aguilera)
2. William Segerdahl - ”Attention” (Charlie Puth)
3. Tua Selge - ”Sand” (Molly Sandén)
4. Sebastian Walldén - "Promises” (Calvin Harris, Sam Smith)
5. Ki Soe - ”September Song” (JP Cooper)
6. Maximilian Bergstrand - ”My Generation” (The Who)
7. William Strid - ”How to Save a Life” (The Fray)
8. Ambér Flores - ”If I Were a Boy” (Beyoncé)
9. Kadiatou Holm Keita - ”Say Something”  (A Big Great World, Christina Aguilera)
10. Bragi Bergsson - "Way Down We Go” (Kaleo)
11. Vanja Engström - ”Born to Be Wild” (Steppenwolf)
12. Matice Kamara - ”Pari” (Hov1, Jireel)

#### Utröstningen
Listar här nedan de två sist utropade deltagarna, varav den ena erhöll minst antal tittarröster.
Lägst antal tittarröster
| Ambér Flores | Ki Soe |

Fotnot: Den av dessa två här ovan namngivna deltagarna som är markerad med mörkgrå färg (den till vänster) var den som tvingades lämna tävlingen.

### Vecka 3: Divor
Sändes 12 oktober 2018. 
Deltagarna står nedanför i startordning
1. William Segerdahl - "If I Could Turn Back Time" (Cher)
2. Matice Kamara - "Doo Wop (That Thing)" (Lauryn Hill)
3. Ki Soe - "Chained to the Rhythm" (Katy Perry)
4. Vanja Engström - "...Baby One More Time" (Britney Spears)
5. William Strid - "Wrecking Ball" (Miley Cyrus)
6. Kadiatou Holm Keita - "Umbrella" (Rihanna)
7. Maximilian Bergstrand - "Don't Stop Me Now" (Queen)
8. Sebastian Walldén - "Back to Black" (Amy Winehouse)
9. Tua Selge - "Rolling in the Deep" (Adele)
10. Bragi Bergsson - "I Wanna Be Your Lover" (Prince)
11. Nathalie Brydolf - "(You Make Me Feel Like) A Natural Woman" (Aretha Franklin)

#### Utröstningen
Listar här nedan de två sist utropade deltagarna, varav den ena erhöll minst antal tittarröster.
Lägst antal tittarröster
| Vanja Engström | Matice Kamara |

Fotnot: Den av dessa två här ovan namngivna deltagarna som är markerad med mörkgrå färg (den till vänster) var den som tvingades lämna tävlingen.

### Vecka 4: Duetter
Sändes 19 oktober 2018. 
Deltagarna står nedanför i startordning
1. Sebastian Walldén & Bragi Bergsson - "Next to You" (Chris Brown, Justin Bieber)
2. Matice Kamara & Nathalie Brydolf - ”Empire State of Mind” (Jay-Z, Alicia Keys)
3. Tua Selge & William Strid - "One" (U2, Mary J. Blige)
4. Maximilian Bergstrand & Ki Soe - ”Dancing in the Street” (Mick Jagger, David Bowie)
5. Kadiatou Holm Keita & William Segerdahl - ”For You” (Rita Ora, Liam Payne)

#### Utröstningen
Listar här nedan de två sist utropade deltagarna, varav den ena erhöll minst antal tittarröster.
Lägst antal tittarröster
| Matice Kamara | Ki Soe |

Fotnot: Den av dessa två här ovan namngivna deltagarna som är markerad med mörkgrå färg (den till vänster) var den som tvingades lämna tävlingen.

### Vecka 5: Hits på svenska
Sändes 26 oktober 2018. 
Deltagarna står nedanför i startordning
1. William Segerdahl - ”Snacket på stan” (Danny Saucedo)
2. Sebastian Walldén - ”Hos dig är jag underbar” (Patrik Isaksson)
3. Kadiatou Holm Keita - ”Ett sista glas” (Miriam Bryant)
4. Bragi Bergsson - ”Astrologen” (Darin)
5. Nathalie Brydolf - ”Långsamt farväl” (Lisa Nilsson)
6. Ki Soe - ”Slå mig hårt i ansiktet” (Thomas Stenström)
7. Tua Selge - ”Goliat” (Laleh)
8. William Strid - ”Din tid kommer” (Håkan Hellström)
9. Maximilian Bergstrand - ”Jag vill ha en egen måne” (Ted Gärdestad)

#### Utröstningen
Listar här nedan de två sist utropade deltagarna, varav den ena erhöll minst antal tittarröster.
Lägst antal tittarröster
| Ki Soe | William Segerdahl |

Fotnot: Den av dessa två här ovan namngivna deltagarna som är markerad med mörkgrå färg (den till vänster) var den som tvingades lämna tävlingen.

### Vecka 6: Storband[6]
Sändes 2 november 2018. 
Deltagarna står nedanför i startordning
1. Tua Selge - ”Fly Me to the Moon” (Frank Sinatra)
2. Maximilian Bergstrand - ”Tutti Frutti” (Little Richard)
3. Bragi Bergsson - ”Beyond The Sea” (Bobby Darin)
4. Sebastian Walldén - ”New York, New York” (Frank Sinatra)
5. William Strid - ”Hold On, I’m Comin’” (Sam & Dave)
6. William Segerdahl - ”Suspicious Minds” (Elvis Presley)
7. Nathalie Brydolf - ”Sakta vi gå genom stan” (Monica Zetterlund)
8. Kadiatou Holm Keita - ”Shake a Tail Feather” (C.C Productions)

#### Utröstningen
Listar här nedan de två sist utropade deltagarna, varav den ena erhöll minst antal tittarröster.
Lägst antal tittarröster
| Tua Selge | Bragi Bergsson |

Fotnot: Den av dessa två här ovan namngivna deltagarna som är markerad med mörkgrå färg (den till vänster) var den som tvingades lämna tävlingen.

### Vecka 7: Föräldrarnas val
Sändes 9 november 2018. 
Deltagarna står nedanför i startordning
1. William Strid - ”Öppna din dörr” (Tommy Nilsson)
2. Maximilian Bergstrand - ”You've Got to Hide Your Love Away” (The Beatles)
3. Kadiatou Holm Keita - ”Irreplaceable” (Beyoncé)
4. Sebastian Walldén - ”Guldet blev till sand” (Peter Jöback)
5. Nathalie Brydolf - ”That Don’t Impress Me Much” (Shania Twain)
6. William Segerdahl - ”See You Again” (Wiz Khalifa, Charlie Puth)
7. Bragi Bergsson - ”Your Song” (Elton John)

#### Utröstningen
Listar här nedan de två sist utropade deltagarna, varav den ena erhöll minst antal tittarröster.
Lägst antal tittarröster
| Maximilian Bergstrand | William Strid |

Fotnot: Den av dessa två här ovan namngivna deltagarna som är markerad med mörkgrå färg (den till vänster) var den som tvingades lämna tävlingen.

### Vecka 8: Kändis-duetter
Sändes 16 november 2018. 
Deltagarna står nedanför i startordning
1. Kadiatou Holm Keita och Felix Sandman - ”Hurt Somebody" (Noah Kahan, Julia Michaels)
2. William Strid och Wiktoria - ”Stay with Me" (Sam Smith, Mary J. Blige)
3. Sebastian Walldén och Astrid S - ”I'll Be There" (Jess Glynne)
4. William Segerdahl och Mariette - ”Shallow" (Bradley Cooper, Lady Gaga)
5. Bragi Bergsson och Hanna Ferm - ”Up Where We Belong" (Joe Cocker, Jennifer Warnes)
6. Nathalie Brydolf och Benjamin Ingrosso - ”Sugar" (Maroon 5)

#### Utröstningen
Listar här nedan de två sist utropade deltagarna, varav den ena erhöll minst antal tittarröster.
Lägst antal tittarröster
| Nathalie Brydolf | William Strid |

Fotnot: Den av dessa två här ovan namngivna deltagarna som är markerad med mörkgrå färg (den till vänster) var den som tvingades lämna tävlingen.

### Vecka 9: Den svenska musikexporten och kärlek
Sändes 23 november 2018. 
Deltagarna står nedanför i startordning

#### Rond 1: Den svenska musikexporten
1. Sebastian Walldén - ”Sun Is Shining” (Axwell och Ingrosso)
2. Bragi Bergsson - ”Save Tonight” (Eagle-Eye Cherry)
3. William Strid - ”Talking Body” (Tove Lo)
4. Kadiatou Holm Keita - ”Release Me” (Agnes)
5. William Segerdahl - ”Euphoria” (Loreen)

#### Rond 2: Kärlek
1. Sebastian Walldén - ”Love on the Brain” (Rihanna)
2. Bragi Bergsson - ”All of Me” (John Legend)
3. William Strid - ”Impossible” (James Arthur)
4. Kadiatou Holm Keita - ”No One” (Alicia Keys)
5. William Segerdahl - ”Snälla bli min” (Veronica Maggio)

#### Utröstningen
Listar här nedan de två sist utropade deltagarna, varav den ena erhöll minst antal tittarröster.
Lägst antal tittarröster
| William Strid | Bragi Bergsson |

Fotnot: Den av dessa två här ovan namngivna deltagarna som är markerad med mörkgrå färg (den till vänster) var den som tvingades lämna tävlingen.

### Vecka 10: Semifinal (Juryns val)
Sändes 30 november 2018. 
Deltagarna står nedanför i startordning

#### Rond 1: Utmaningslåt
1. Bragi Bergsson - "Can't Feel My Face" (The Weeknd)
2. William Segerdahl - "No Brainer" (DJ Khaled, Justin Bieber, Quavo, Chance the Rapper)
3. Kadiatou Holm Keita - "Make You Feel My Love" (Adele)
4. Sebastian Walldén - "Uptown Funk" (Bruno Mars, Mark Ronson)

#### Rond 2: Glänsarlåt
1. Bragi Bergsson - "Against All Odds (Take a Look at Me Now)" (Phil Collins)
2. William Segerdahl - "Say You Won't Let Go" (James Arthur)
3. Kadiatou Holm Keita - "Diamonds" (Rihanna)
4. Sebastian Walldén - "Careless Whisper" (George Michael)

Lägst antal tittarröster
| Bragi Bergsson | William Segerdahl |

Fotnot: Båda dessa två här ovan namngivna deltagarna som är markerade med mörkgrå färg var de som tvingades lämna tävlingen.

## Final

### Vecka 11: Final
Sändes 7 december 2018.
Deltagarna står nedanför i startordning

#### Rond 1: Eget val (Äga Globen)
1. Sebastian Walldén - "Without You" (Avicii, Sandro Cavazza)
2. Kadiatou Holm Keita - "We Found Love" (Rihanna, Calvin Harris)

#### Rond 2: Tittarnas val
1. Sebastian Walldén - "Back to Black" (Amy Winehouse)
2. Kadiatou Holm Keita - "Say Something" (A Big Great World, Christina Aguilera)

#### Rond 3: Vinnarlåten
1. Sebastian Walldén - "Everything"
2. Kadiatou Holm Keita - "Everything"

Här nedan listas den deltagare som erhöll flest antal tittarröster och därmed vann Idol 2018.
| Vinnaren          |
| Sebastian Walldén |